# Barnardillo barnardi
Barnardillo barnardi is een pissebed uit de familie Armadillidae. De wetenschappelijke naam van de soort is voor het eerst geldig gepubliceerd in 1920 door Collinge.